# بطولة العالم للدراجات على المضمار 1995
بطولة العالم للدراجات على المضمار 1995 هي الدورة ال92 من بطولة العالم للدراجات على المضمار، أجريت في بوغوتا، كولومبيا.

## النتائج النهائية
| المسابقة                  | ذهبية                                                                    | فضية                                                                                | برونزية                                                                     |
| ------------------------- | ------------------------------------------------------------------------ | ----------------------------------------------------------------------------------- | --------------------------------------------------------------------------- |
| الرجال                    |                                                                          |                                                                                     |                                                                             |
| السرعة الفردية            | دارين هيل (AUS)                                                          | كيرت هارنيت (CAN)                                                                   | فريديريك ماغني (FRA)                                                        |
| سباق الكيلو متر ضد الساعة | شين كيلي (AUS)                                                           | فلوريان روسو (FRA)                                                                  | إيرين هارتويل (USA)                                                         |
| سباق المطاردة الفردية     | Graeme Obree (المملكة المتحدة)                                           | Andrea Collinelli (إيطاليا)                                                         | ستيوارت اوغرادي (أستراليا)                                                  |
| سباق المطاردة الفرقية     | برادلي ماكجي · ستيوارت اوغرادي · رودني ماغي · Tim O'Shannessy · أستراليا | Dimitri Tolstenkov · Bogdan Bondariew · سيرغي ماتفيف · ألكسندر سيمونينكو · أوكرانيا | Mariano Friedick · ديرك كوبلاند · كونراد زاك · مات هامون · الولايات المتحدة |
| السرعة الفردية للفرق      | ينس فيدلر · مايكل هوبنر · يان فان إيجدين · ألمانيا                       | فلوريان روسو · Hervé Robert Thuet · Benoit Vétu · فرنسا                             | بيل كلاي (دراج) · إيرين هارتويل · مارتي نوثستين · الولايات المتحدة          |
| السباق الأمريكي (ماديسون) | سيلفيو مارتينيلو · ماركو فيلا · إيطاليا                                  | Gabriel Ovidio Curuchet · Juan Esteban Curuchet · الأرجنتين                         | Kurt Betschart · برونو ريسي · سويسرا                                        |
| الكيرين                   | فريديريك ماغني (FRA)                                                     | مايكل هوبنر (GER)                                                                   | فيديريكو باريس (ITA)                                                        |
| سباق النقاط               | سيلفيو مارتينيلو (ITA)                                                   | Remigius Lupeikis (LTU)                                                             | سيرجي لافرينينكو (KAZ)                                                      |
| السيدات                   |                                                                          |                                                                                     |                                                                             |
| السرعة الفردية            | فيليسيا بالينغر (FRA)                                                    | أولغا سليوساريفا (RUS)                                                              | Erika Salumäe (EST)                                                         |
| سباق 500 متر ضد الساعة    | فيليسيا بالينغر (FRA)                                                    | Galina Yenuchina (RUS)                                                              | ميشيل فيريس (AUS)                                                           |
| سباق المطاردة الفردية     | ريبيكا تويج (USA)                                                        | أنتونيلا بيلوتي (ITA)                                                               | Mai Britt Vaaland (NOR)                                                     |
| سباق النقاط               | Svetlana Samokhvalova (RUS)                                              | Nada Cristofoli (ITA)                                                               | ناتالي لانسين (FRA)                                                         |